# Hardtmuth
Hardtmuth ist der Familienname folgender Personen:
- Carl Hardtmuth (1804–1881), österreichischer Bleistift, Porzellan- und Tonofenfabrikant
- Franz von Hardtmuth († 1896), böhmischer Schreibwarenhersteller, siehe Koh-i-Noor Hardtmuth
- Heinrich Hardtmuth (1847–1884), deutscher Fotograf und Elektrotechniker
- Joseph Hardtmuth (1758–1816), österreichischer Architekt, Erfinder und Fabrikant
- Ludwig Hardtmuth (1800–1861), Unternehmer in Weimar